# Adam d’Ambergau
Adam d’Ambergau (* 15. Jahrhundert im Ammergau; † 15./16. Jahrhundert) war ein deutscher Buchdrucker, der im ausgehenden 15. Jahrhundert wirkte.

## Leben und Werk
Vermutlich ist Adam d’Ambergau im Ammergau geboren. Auch sein späterer Aufenthaltsort kann nicht klar bestimmt werden. Aber seine Drucke wie die Ausgabe des Vergil von 1471, wie auch die „Ciceronis orationes“ von 1472 wurden beide in Venedig verlegt. Aber: „Die Sitte der Drucker jener Zeit, häufig nur ihren Vornamen zu nennen oder ihm die lateinische Uebersetzung ihres Geburtsortes beizufügen, macht die Feststellung der unter mehrfach wechselnder, selbst beigelegter Namensbezeichnung vorkommenden Persönlichkeiten höchst unsicher.“ Es ist bis heute nicht einwandfrei nachgewiesen, ob es sich bei dem Drucker der Typen des Vergil auch um den Drucker von Ciceros „Orationes“ handelt.
Der Name Adam kommt in Druckerkreisen in den in Frage stehenden Jahren und im in Frage stehenden Gebiet immer wieder vor: Ein Magister Adamus veröffentlichte 1470 Augustini Dati elegantiae. Bekannt sind auch andere Drucker mit entsprechenden Namen: Petrus Adamus Mantuanus, Adam Rost (Rom, 1471–1475) und Adam de Rotwil (Aquila, 1482). Die Selbstbezeichnungen der Personen in dieser Zeit mit ihrem Vornamen und ihrem Geburtsort machen eine genaue Identifikation heute höchst schwierig.